# Конфликт в Южном Кордофане (с 2011)
Конфликт в Южном Кордофане — конфликт между вооружёнными силами Судана и Народной армией освобождения Судана (Южный Судан), который начался 23 мая 2011 года.

## Предыстория
Несмотря на то, что Южный Кордофан расположен к северу от местности, которая стала в настоящее время государственной границей между Суданом и Южным Суданом, в нём проживает множество общин, поддерживающих Южный Судан, в особенности в районе Нубийских гор. Некоторые члены этих общин ведут боевые действия совместно с повстанцами-южанами в ходе длительной гражданской войны.

## Конфликт
6 июня 2011 года, незадолго до запланированного на 9 июля провозглашения независимости Юга, между силами Северного и Южного Судана вспыхнул вооружённый конфликт. Это произошло после достижения обеими сторонами соглашения о выводе войск из Абьея. Суданская армия заявила, что НАОС совершила нападение на полицейский участок и похитила оружие, что повлекло за собой ответные действия со стороны северян. НАОС выступила с заявлением о том, что армия северян попыталась силой разоружить их подразделения.
14 июня 2011 года ООН обвинила суданское правительство в проведении «интенсивной бомбардировки» вблизи границы между Севером и Югом, приведшей к «огромным страданиям» мирного населения в Южном Кордофане. В результате бомбардировки приблизительно 140 000 человек стали беженцами. Офисы агентства по оказанию помощи были разграблены, церкви разорены, а здания разрушены. Гуманитарные работники отмечают, что этнические нубийцы становятся объектом агрессии со стороны вооруженных сил Судана, а также арабских боевиков. Рабби Абдель-латиф Эбаид, советник министра информации Судана, отрицал данный факт, заявив, что обстрелам подвергаются лишь боевики-повстанцы.
15 июня 2011 года президент США Барак Обама призвал к перемирию, настоятельно призвав как Север, так и Юг «выполнять свои обязанности», чтобы не допустить возврата к гражданской войне. Глава всемирной англиканской церкви, архиепископ Кентерберийский Роуэн Уильямс заявил: «Гуманитарная проблема уже серьёзна, а риск развития ситуации по „дарфурскому“ сценарию, по которому гражданское население отдается на откуп террору, поддерживаемому правительством, является реальным».
19 июня президент Судана, Омар Хасан аль-Башир обвинил Народное движение освобождения Судана (НДОС) в «предательстве» в Южном Кордофане. «Если они хотят войны, … мы им на практике покажем, что произошло в Абьее и Южном Кордофане», — заявил аль-Башир. «Пусть лучше они [НДОС] придут к нам по-хорошему, и мы окажемся лучше их», — добавил он. Суданская армия заявила, что намерена продолжить военную операцию в Южном Кордофане, в том числе бомбардировку с воздуха, до подавления восстания под предводительством бывшего вице-губернатора и ведущей фигуры в НДОС Абдель-Азиза аль-Хилу. Бои активизировались вокруг столицы штата Кадугли.

## Соглашение
Комитет Африканского союза во главе с экс-президентом ЮАР Табо Мбеки предпринял попытку деэскалации ситуации посредством переговоров между Севером и Югом в столице Эфиопии Аддис-Абебе. 20 июня стороны договорились демилитаризовать спорный регион Абьея, в котором будут размещены эфиопские миротворцы. Соглашение определяет механизм, по которому административный совет Абьея заменит совет, упразднённый президентом Омаром Хасаном аль-Баширом. Его глава будет выбираться НДОС, но его кандидатура должна будет утверждаться северной Партией Национальный конгресс (ПНК). Однако кандидатура заместителя главы будет выдвигаться ПНК и одобряться НДОС. Трое из пяти глав департаментов административного совета будут номинироваться НДОС, а остальные два — ПНК. В регионе должна учреждаться полицейская служба, чей размер и состав должен определяться объединённым комитетом под сопредседательством чиновников из северного и южного Судана. Госсекретарь США Хиллари Клинтон и Генеральный секретарь Организации Объединённых Наций Пан Ги Мун приветствовали соглашение, но отметили, что настоящее испытание будет в том, как стороны проведут соглашение в жизнь.
21 июня появилось заявление, приписываемое Дидири Мохамеду Ахмеду, должностному лицу ПНК, ответственному за реализацию соглашения по Абьею, в котором говорилось, что на встрече в Аддис-Аббебе обеими сторонами было достигнуто понимание того, что Южный Судан передаст будущее право владения Абьея северу. Однако представитель НАОС Филип Агер сообщил СМИ, что заявление, сделанное высокопоставленным чиновником ПНК, не соответствует действительности.